# Franz Xaver Schuster
Franz Xaver Schuster (* 13. August 1876; † 25. August 1962) war ein deutscher römisch-katholischer Geistlicher.

## Werdegang
Schuster kam als Sohn eines Müllers zu Welt. Am 14. Juni 1901 empfing er in Eichstätt die Priesterweihe. Nach mehreren Stationen als Seelsorger kam er 1920 als Stadtpfarrer nach Schwabach. Er ließ in den Jahren 1925/26 die Pfarrkirche St. Sebald erweitern und richtete eine Schwesternstation ein.

## Ehrungen
- 1951: Ehrenbürger der Stadt Schwabach
- Verdienstkreuz 1. Klasse der Bundesrepublik Deutschland
- Benennung der Franz-Xaver-Schuster-Straße in Schwabach